# Sud-Ouest du Mato Grosso do Sul
Le Sud-Ouest du Mato Grosso do Sul est l'une des 4 mésorégions de l'État du Mato Grosso do Sul. Elle regroupe 38 municipalités groupées en 3 microrégions.

## Données
La région compte 757 943 habitants pour 82 418 km2.

## Microrégions
La mésorégion du Sud-Ouest du Mato Grosso do Sul est subdivisée en 3 microrégions:
- Bodoquena
- Dourados
- Iguatemi